# Beauce (Frankrijk)

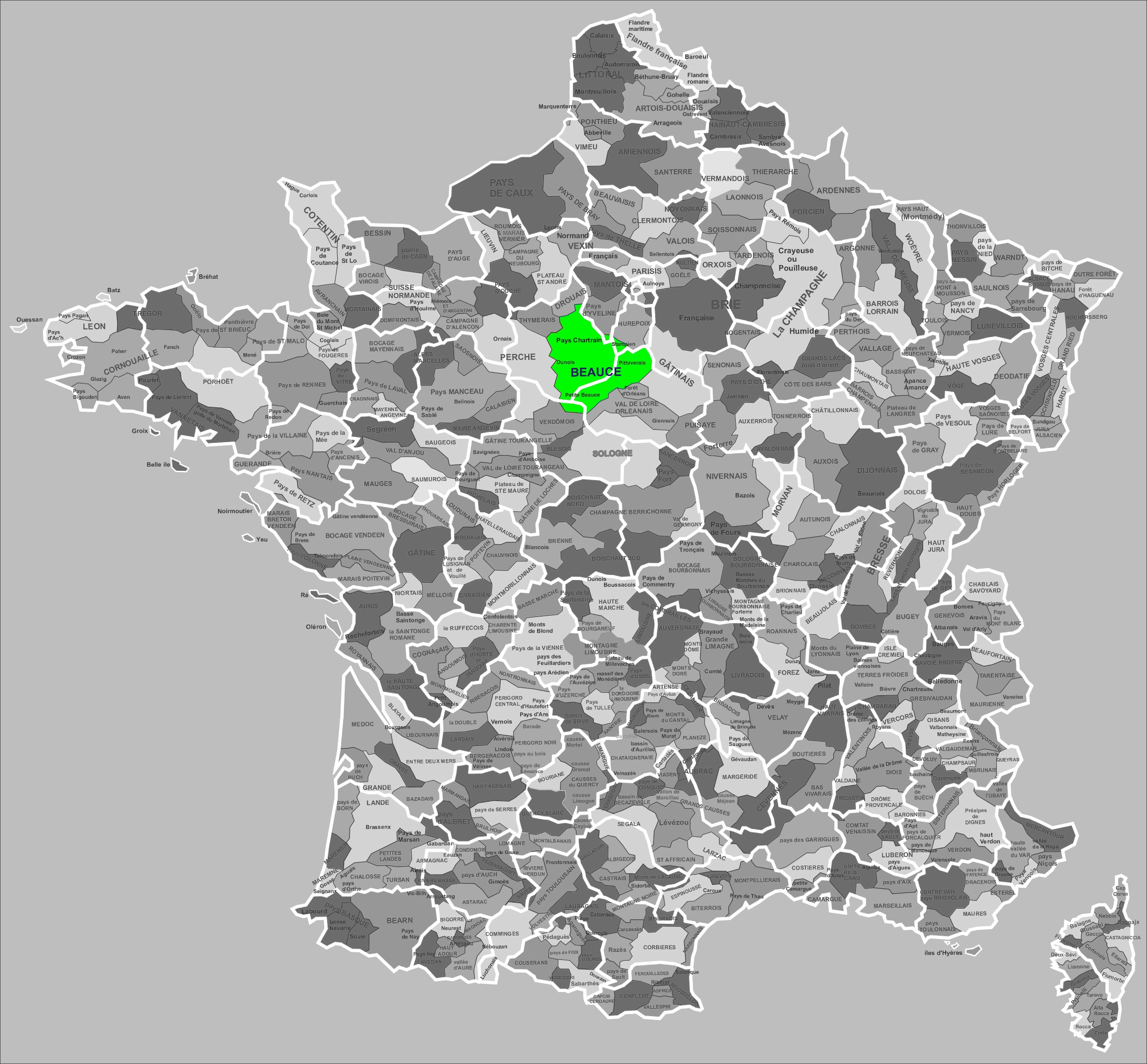
Kaart van La Beauce

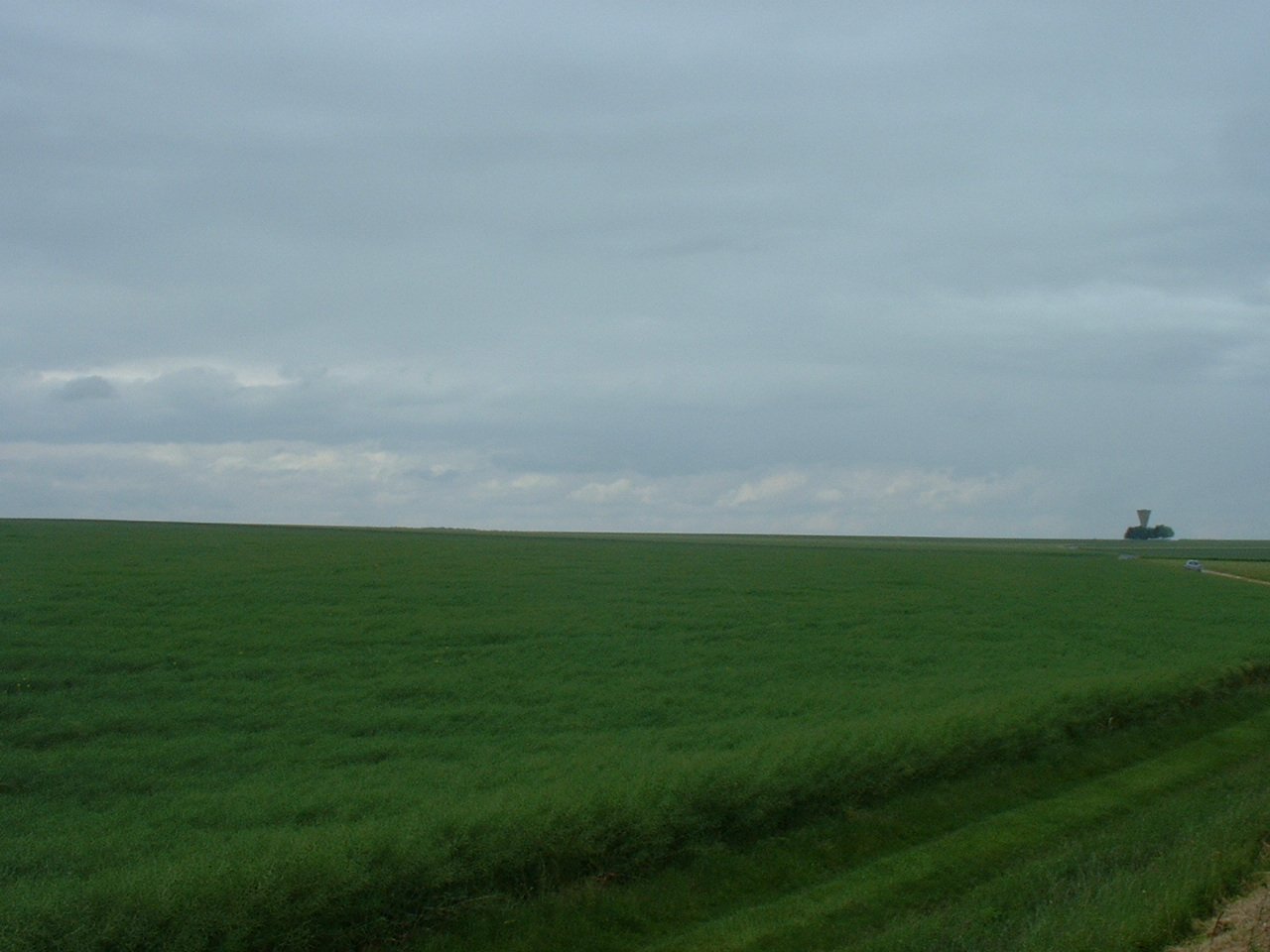
Landschap

Beauce is een geografische regio in Midden-Frankrijk, tussen de rivieren Seine en de Loire. Het omvat het huidige departement Eure-et-Loir en delen van de departementen Loiret en Loir-et-Cher in de regio Centre-Val de Loire. Ook een deel van het departement  Essonne in Île-de-France maakt er deel van uit.  De streek deelt de geschiedenis van de provincie Orléanais en het graafschap Chartres, die nu de enige grote stad is in de regio. De Beauce wordt wel omschreven als de graanschuur van Frankrijk. Het landschap is uiterst vlak, en wordt beheerst door de akkerbouw.

## Geschiedenis
De naam is afgeleid van het Latijnse Belsia of Belsa, waarvan Virgilius Maro Grammaticus zei dat het een Gallisch woord is dat "grasvlakte, gecultiveerde vlakte" betekent. Vroeger werd het gespeld als La Beausse.